# Gallia Belgica

Romerska riket år 116, med Gallia Belgica markerat.

Gallia Belgica eller Belgica var en provins i romerska riket. Gallia Belgica skapades genom Augustus delning av Gallien i flera provinser år 27 f.Kr.
Provinsen fick sitt namn av belgierna, men sträckte sig utöver belgiernas område. Den omfattade norra och östra delarna av dagens Frankrike ner till Jurabergen och Genèvesjön, västra Schweiz, västra Belgien, samt de västra utposterna av dagens Tyskland i form av Mosels upprinningsområde fram till 50 km från Rhen.
Enligt geografen Strabon var Reims inledningsvis provinshuvudstad för Gallia Belgica, men den flyttades senare till Trier, oklart när.
Under Diocletianus tid som kejsare ändrades provinsindelningen. Vid Rhen hade tidigare två provinser öster om Gallia Belgica bildats under namnet Germanien (Germania Superior och Germania Inferior), och det mesta av den resterande delen delades nu i två provinser: Belgica Prima (Belgica I) runt Mosel och Belgica Secunda (Belgica II) från Reims till Engelska kanalen.